# Бринек
Бринек (пол. Brynek, нім. Brunneck) — село в Польщі, у гміні Творуг Тарноґурського повіту Сілезького воєводства.
Населення — 599 осіб (2011).

## Демографія
Демографічна структура станом на 31 березня 2011 року:
|          | Загалом | Допрацездатний вік | Працездатний вік | Постпрацездатний вік |
| -------- | ------- | ------------------ | ---------------- | -------------------- |
| Чоловіки | 329     | 74                 | 218              | 37                   |
| Жінки    | 270     | 49                 | 149              | 72                   |
| Разом    | 599     | 123                | 367              | 109                  |